# Bradford Park Avenue A.F.C.
Bradford Park Avenue A.F.C. – angielski klub piłkarski, mający siedzibę w mieście Bradford, w hrabstwie West Yorkshire, na północy Anglii. Obecnie występuje w National League North.

## Historia
Chronologia nazw:
- 1863: Bradford Football Club
- 1907: Bradford Park Avenue A.F.C. – po podziale klubu na klub rugby i na klub piłkarski
- 03.05.1974: klub rozwiązano
- 1988: Bradford (Park Avenue) A.F.C.

Klub Bradford Football Club został założony w miejscowości Bradford w 1863 roku. Na początku grał jedynie w rugby. Pierwszym osiągnięciem klubu było zwycięstwo w 1884 roku w Yorkshire Rugby Cup. W sezonie 1903/04 klub wygrał Rugby Football League Championship, a w 1906 roku zdobył Challenge Cup.
W 1907 roku decyzją niektórych członków klubu (nieco ponad połowa ogółu) klub wycofał się z ligi rugby i stał się klubem piłkarskim, kontynuując występy na stadionie Park Avenue. Nie zgadzając się z tą decyzją, mniejszość członków klubu opuściła drużynę i założyła nowy klub rugby o nazwie Bradford Northern.
Natychmiast po założeniu Bradford złożył podanie o dołączenie do The Football League. Wniosek został jednak odrzucony, więc klub dołączył do Southern Football League (ligi południowej), mimo że znajdował się na północy (tym samym Bradford zajął miejsce Fulham F.C., który został członkiem Football League). W 1908 roku klub został zakwalifikowany do drugiej dywizji, a w 1914 roku awansował do pierwszej dywizji. W debiutowym sezonie 1914/15 zajął 9. miejsce w pierwszej lidze. Następnie, w latach 1915–1919 rozgrywki piłki nożnej w Anglii zostały zawieszone.
Po pierwszej wojnie światowej rozpoczął się okres upadku. W sezonie 1919/20 uplasował się na 11.pozycji, w 1921 roku po zajęciu ostatniej 22.pozycji klub spadł do drugiej dywizji, a w 1922 do trzeciej dywizji północnej. W 1928 roku klub zajął pierwsze miejsce w trzeciej dywizji północnej i powrócił do drugiej dywizji, ale w 1950 ponownie ją opuścił. W 1958 roku został zdegradowany do czwartej dywizji.
W 1970 roku klub stracił miejsce w Football League, ustępując miejsca Cambridge United F.C., i zaczął grać w Northern Premier League. W 1973 roku z powodu problemów finansowych klub został zmuszony do sprzedania swojego starego stadionu na Park Avenue, i potem występował na stadionie sąsiadów z Bradford City A.F.C., ale rok później klub został rozwiązany.
Chociaż trybuny i inne budynki przy Park Avenue zostały rozebrane w 1980 roku, boisko pozostało. Stadion został odnowiony dla amatorskiej piłki nożnej w połowie lat osiemdziesiątych, a klub grał tam w Lidze Niedzielnej przez cały sezon w sezonie 1987/88. Jednak został zmuszony do wyprowadzki pod koniec sezonu, tak jak na części boiska miała powstać kryta szkoła krykieta.
W 1988 utworzono nowy klub ze starą nazwą Bradford (Park Avenue) A.F.C.. W sezonie 1988–1989 klub dołączył do ligi amatorskiej West Riding County Amateur, a następnie do ligi Central Midlands w sezonie 1989/90. Klub przeniósł się do North West Counties League w sezonie 1990/91, grając mecze na boiskach rugby (McLaren Field i Mount Pleasant, Batley). W 1995 po wygraniu North West Counties League powrócił do Northern Premier League, wówczas przenosząc się na nowy stadion lekkoatletyczny.
W sezonie 2004/05 klub stał się jednym z klubów założycielskich Conference North, ale spadł z niej w pierwszym sezonie. Dopiero w 2012 roku klub odzyskał miejsce, pokonując w finale play-off F.C. United of Manchester.

## Barwy klubowe, strój
| Czerwony | Bursztynowy | Czarny |

Klub ma barwy czerwono-bursztynowo-czarne. Zawodnicy domowe spotkania zazwyczaj grali w czerwonych koszulkach z poziomymi bursztynowo-czarnymi pasami, czarnych spodenkach oraz czarnych getrach.

## Sukcesy

### Trofea międzynarodowe
Nie uczestniczył w rozgrywkach europejskich (stan na 31-05-2019).

### Trofea krajowe
| \| \| Zdobyte trofea w rozgrywkach Anglii (stan na: 31-05-2019) \| |                                                           |      |                           |
| Rozgrywki                                                          | Osiągnięcie                                               | Razy | Sezon(y)                  |
| · Mistrzostwo                                                      | I miejsce                                                 | 0    |                           |
| · Mistrzostwo                                                      | II miejsce                                                | 0    |                           |
| · Mistrzostwo                                                      | III miejsce                                               | 0    |                           |
| · Mistrzostwo                                                      | 9.miejsce                                                 | 1    | 1914/15                   |
| · Puchar                                                           | zdobywca                                                  | 0    |                           |
| · Puchar                                                           | finalista                                                 | 0    |                           |
| · Puchar                                                           | ćwierćfinał                                               | 3    | 1912/13, 1919/20, 1945/46 |
| · II liga                                                          | I miejsce                                                 | 0    |                           |
| · II liga                                                          | II miejsce                                                | 1    | 1913/14                   |
| · II liga                                                          | III miejsce                                               | 0    |                           |
| Anglia                                                             | Zdobyte trofea w rozgrywkach Anglii (stan na: 31-05-2019) |      |                           |

- Football League Third Division/League One: (D3)
  - mistrz (1x): 1927/28
  - wicemistrz (2x): 1922/23, 1925/26
- Northern Premier League Premier Division: (D6)
  - zwycięzca play-off (1x): 2012
- Northern Premier League First Division: (D8)
  - mistrz (1x): 2000/01
- Northern Premier League Division One North: (D8)
  - mistrz (1x): 2007/08
- North West Counties League Division One: (D9)
  - mistrz (1x): 1994/95
- Bradford Amateur Sunday League Division Four: (D?)
  - mistrz (2x): 1974/75, 1984/85

## Poszczególne sezony

### Rozgrywki międzynarodowe
Nie rozgrywał meczów międzynarodowych.

### Rozgrywki krajowe
| \| Anglia \| Bilans występów klubu w rozgrywkach piłkarskich Anglii (Stan na 31 maja 2019 r.) \| \| | |        |       |   |   |   |    |    |     |                                            |        |        |      |
| Poziom                                                                                              | Rozgrywki                                                                                            | Sezony | Mecze | Z | R | P | B+ | B– | Pkt | Lata                                       | Awanse | Spadki | Naj. |
| I                                                                                                   | Football League First Division                                                                       | 3      |       |   |   |   |    | 3  |     | 1914/1915, 1919–1921                       | 0      | 0      | 9    |
| II                                                                                                  | Football League Second Division                                                                      |        |       |   |   |   |    |    |     | 1908–1914, 1921/1922, 1928–1939, 1946–1950 | 1      | 2      | 2    |
| III                                                                                                 | Southern League Division One / Football League Third Division North / Football League Third Division |        |       |   |   |   |    |    |     | 1907, 1922–1928, 1950–1958, 1961–1963      | 2      | 2      | 1    |
| IV                                                                                                  | Football League Fourth Division                                                                      |        |       |   |   |   |    |    |     | 1958–1961, 1963–1970                       | 1      | 1      | 1    |
| V                                                                                                   | Northern Premier League                                                                              |        |       |   |   |   |    |    |     | 1970–1974                                  | 0      | 0      | 5    |
| | Puchar Anglii                                                                                        | 1      |       |   |   |   |    |    |     | od 1908/1909                               | 0      | 0      | 1/4  |
| Anglia                                                                                              | Bilans występów klubu w rozgrywkach piłkarskich Anglii (Stan na 31 maja 2019 r.)                     |        |       |   |   |   |    |    |     |                                            |        |        |      |

## Struktura klubu

### Stadion
Klub piłkarski rozgrywał swoje mecze domowe na Horsfall Stadium w Bradfordzie, który może pomieścić 3 500 widzów, w tym 1 800 miejsc siedzących. Do 1974 występował na stadionie Park Avenue.

## Kibice i rywalizacja z innymi klubami

### Rywalizacja
Największymi rywalami klubu są inne zespoły z miasta oraz okolic.

### Derby
- Bradford City A.F.C.